# Кеті Гадсон
Кеті Гадсон (англ. Kate Hudson, нар. Мідлсбро, Велика Британія — англійська дитяча письменниця, художниця-ілюстраторка.

## Біографія
Народилася у місті Мідлсбро, Велика Британія. Родина з дитинства заохочувала до малювання. Перші свої ілюстрації зробила вдома на стінах.
Навчалася в Art College. Все життя займається ілюстрацією. Її роботи прикрашали плакати, вітальні листівки, упаковки для подарунків, марки, рушники, серветки, тривимірні календарі. Дебютна книжка-картинка «Ведмідь і качка» (Bear and Duck) вийшла друком у 2015 році. Наступні видання «Забагато моркви» та «Гучна зимова дрімота» стали бестселерами у Великій Британії.
Живе в Лондоні з чоловіком і донькою.

## Українські переклади
- Забагато моркви / Кеті Гадсон ; іл. Кеті Гадсон ; пер. з англ. А. Коник. — Львів : Видавництво Старого Лева, 2019. — 32 с. — ISBN978-617-679-311-3 [Архівовано 30 Вересня 2020 у Wayback Machine.].
- Гучна зимова сплячка / Кеті Гадсон ; іл. Кеті Гадсон ; пер. з англ. А. Коник. — Львів : Видавництво Старого Лева, 2020. — 32 с. — ISBN 978-617-679-848-4 [Архівовано 25 Жовтня 2020 у Wayback Machine.].

## Рецензії
- О. Кізима. «Забагато моркви» Кеті Гадсон: «найхрумкіша» дитяча книжка про справжню дружбу [Архівовано 21 Вересня 2020 у Wayback Machine.] («Видавництво Старого Лева», 28.02.2019)
- Є. Груленко. «Забагато моркви» – історія про дружбу і підтримку [Архівовано 3 Серпня 2020 у Wayback Machine.] («Видавництво Старого Лева», 23.07.2019)